# Giacomo Deliperi
Giacomo Deliperi (Sassari, 1º gennaio 1809 – ...) è stato un politico e militare italiano.

## Biografia
Nato a Sassari nel 1809 da Cosimo Deliperi e Maria Teresa Manca, intraprese la carriera militare nel Reggimento Cacciatori Guardie, raggiungendo il grado di sottonente nel 1829 e luogotenente nel 1833. Dal 1838 al 1849 fu nell'8º Reggimento di fanteria della Brigata Cuneo, mentre in seguito, promosso a capitano, venne trasferito nel 6º Reggimento della Brigata Aosta e prese parte alla prima guerra d'indipendenza italiana. Nel 1849 venne nominato primo sindaco di Sassari dopo lo Statuto Albertino, guidando la città fino alla fine del 1852. Durante il suo mandato si occupò principalmente dell'istruzione primaria e delle normative in materia di pesca marittima e fluviale.